# 23608 Alpiapuane
23608 Alpiapuane è un asteroide della fascia principale. Scoperto nel 1996, presenta un'orbita caratterizzata da un semiasse maggiore pari a 2,5580462 UA e da un'eccentricità di 0,1290162, inclinata di 13,51609° rispetto all'eclittica.